# Darwinella viscosa
Darwinella viscosa är en svampdjursart som beskrevs av Boury-Esnault 1971. Darwinella viscosa ingår i släktet Darwinella och familjen Darwinellidae. Inga underarter finns listade i Catalogue of Life.